# Зимзелен
Вижте пояснителната страница за други значения на Зимзелен.
Зимзелен е село в Южна България. То се намира в община Кърджали, област Кърджали.

## География
Село Зимзелен се намира в планински район. Разположен е в източната част на Родопите, на няколко километра от Кърджали.

## Население
Численост и дял на етническите групи според преброяването на населението през 2011 г.:
|                     | Численост | Дял (в %) |
| Общо                | 110       | 100,00    |
| Българи             | 0         | 0,00      |
| Турци               | 110       | 100,00    |
| Цигани              | 0         | 0,00      |
| Други               | 0         | 0,00      |
| Не се самоопределят | 0         | 0,00      |
| Неотговорили        | 0         | 0,00      |

## Културни и природни забележителности
Край селото се намира природният феномен Каменната сватба, който представлява съвкупност от скални образувания, две от които са в червен, почти човешки цвят, и наподобяват младоженец и младоженка. Край тях са „застанали“ сватбари; има и други интересни образувания, едно от които например наподобява глава на акула.